# Eurydema oleracea
Eurydema oleracea је врста стенице која припада фамилији Pentatomidae.

## Распрострањење
Врста има палеарктичко распрострањење. Насељава западну Европе (осим северне Скандинавије), Казахстан, већи део Русије, планински регион западне и централне Азије и северну Африку.

## Опис
Тело је овално, врста је препознатљива по карактеристичним шарама. E. oleracea је метално зелене или метално плаве боје са жутим, белим или црвеним шарама по телу. По средини пронотума се пружа уздужна шара и на свакој елитри и врху скутелума има по једну овалну мрљу. Антене и ноге су црне, ноге са светлим шарама. Вентрално су жућкасте боје са карактеристичном уздужном црном шаром. Дужина тела је од 5mm до 7mm.

## Биологија
E. oleracea има једну до две генерације годишње, у зависности од поднебља. У северним деловима ареала има једну генерацију, а у јужним две генерације годишње. Презимљава у стадијуму одрасле јединке, у остацима лишћа по ободу шума или у жбуњу. Постају активне најчешће на пролеће, али у нашим крајевима се прве јединке могу срести већ крајем фебруара. Женке полажу јаја обично у два реда по 12 јаја на стабљике и цвасти биљке домаћина. E. oleracea је фито-зоофагна врста, храни се на различитим врстама из porodice купусњача (Brassicacea). Сматра се штеточином купуса, репе, уљане репице, итд.

## Синоними
- Eurydema oleraceum (Linnaeus, 1758)